# 高桑大将軍
高桑大将軍（たかくわたいしょうぐん、生年不明 - 承久3年（1221年））は、鎌倉時代前期の武将。出身は美濃国厚見郡高桑邑(現在の岐阜県岐阜市柳津町高桑)。美濃源氏の高桑城城主。高桑一族の長。実名は不詳。
『承久記』によると、承久の乱で後鳥羽上皇側の京方軍の東山道軍で、朝廷から「大将軍」に任命されており、朝廷軍・幕府軍の両軍を通じ戦死者第一号であるとされる。

## 承久の乱と死去
承久の乱は6月5日夜、大井戸（現在の岐阜県可児市）で始まった。
『承久記』によると、京方東山道軍の大将である大内惟信とともに朝廷から大将軍に任命された高桑大将軍は、次男である高桑次郎と高桑武士団を結成し、高桑大将軍の居城である高桑城から約2000騎を引き連れて出陣し、幕府軍と戦った。木曽川には当時、複数の浅瀬があり、京方軍はそれらの浅瀬に軍勢を引き連れ木曽川の浅瀬で幕府軍を迎え撃つ構えをとる。
高桑大将軍は、木曽川の戦いにおいて最北の「大井戸の疫」（現在の岐阜県美濃加茂市大田三井）の守備につき、馬上で指揮をとった。高桑大将軍、高桑次郎、高桑武士団は、戦国時代とは異なり、一族の姓名「高桑」を大書した織旗を自陣に押立てていた。このため、敵方である幕府軍甲州源氏の武田氏、小笠原氏に高桑殿大将軍とすぐに判明する。
小笠原氏の郎徒（郎党兵卒）の荒三郎（19歳）は木曽川の疫河である場所を探るため川に潜っていたところ、立派な鎧を身に付けた高桑大将軍を発見して矢で射抜き、高桑大将軍は戦死した。
戦死の地に近い現在の岐阜県各務原市鵜沼にある「正法寺」境内に、24体の高桑武士団の墓石があると言われている。